# Chang Zheng 3
Chang Zheng 3 (长征三号) var en kinesisk rymdraket som främst användes för att placera kommunikationssatelliter i omloppsbana runt jorden. Problem med det tredje raketsteget ledde till tre misslyckade uppskjutningar. Raketen ersattes av Chang Zheng 3A.